# Список президентов Египта
Список президентов Египта — перечень руководителей Арабской Республики Египет после  перехода с монархического правления на демократическое. 
Должность президента Египта создана 18 июня 1953 года. Президент является главой государства Египет и Верховным главнокомандующим египетскими вооруженными силами. 

## Легенда
Партии
 Беспартийный
 Военный
 «Национально-демократическая партия»
 «Партия свободы и справедливости»
 «Арабский социалистический союз»
 «Гейат ат-Тахрир»

## Список
| №     | Фото                                                                                   | Президент                                                                              | Начало срока     | Конец срока      | Партия                             | Период, дней |
| ----- | -------------------------------------------------------------------------------------- | -------------------------------------------------------------------------------------- | ---------------- | ---------------- | ---------------------------------- | ------------ |
| 1     |                                                                                        | Мохаммед Нагиб                                                                         | 18 июня 1953     | 14 ноября 1954   | Гейат ат-Тахрир                    | 484 дня      |
| —     | Совет революционного командования Египта (Председатель: полковник Гамаль Абдель Насер) | Совет революционного командования Египта (Председатель: полковник Гамаль Абдель Насер) | 14 ноября 1954   | 16 января 1956   | Военный                            | 428 дней     |
| 2     |                                                                                        | Гамаль Абдель Насер                                                                    | 16 января 1956   | 28 сентября 1970 | Арабский социалистический союз     | 5369 дней    |
| и. о. |                                                                                        | Анвар Садат                                                                            | 28 сентября 1970 | 15 октября 1970  | Арабский социалистический союз     | 17 дней      |
| 3     | 15 октября 1970                                                                        | Анвар Садат                                                                            | 6 октября 1981   | 4009 дней        | Арабский социалистический союз     |              |
| 3     | 15 октября 1970                                                                        | Анвар Садат                                                                            | 6 октября 1981   | 4009 дней        | Национально-демократическая партия |              |
| и. о. |                                                                                        | Суфи Хасан Абу Талеб                                                                   | 6 октября 1981   | 14 октября 1981  | Национально-демократическая партия | 7 дней       |
| 4     |                                                                                        | Хосни Мубарак                                                                          | 14 октября 1981  | 11 февраля 2011  | Национально-демократическая партия | 10743 дня    |
| —     | Высший совет Вооружённых сил (Председатель: фельдмаршал Мохамед Хуссейн Тантави)       | Высший совет Вооружённых сил (Председатель: фельдмаршал Мохамед Хуссейн Тантави)       | 11 февраля 2011  | 30 июня 2012     | Военный                            | 505 дней     |
| 5     |                                                                                        | Мухаммед Мурси                                                                         | 30 июня 2012     | 3 июля 2013      | Партия свободы и справедливости    | 368 дней     |
| и. о. |                                                                                        | Адли Мансур                                                                            | 4 июля 2013      | 8 июня 2014      | Беспартийный                       | 339 дней     |
| 6     |                                                                                        | Абдул-Фаттах Ас-Сиси                                                                   | 8 июня 2014      | Действующий      | Беспартийный                       | 4056 день    |